# 司法試験予備試験
司法試験予備試験（しほうしけんよびしけん）は、法科大学院を修了した者と同等の学識を有するかどうかを判定し、もって司法試験の受験資格を付与するために司法試験法第5条に基づいて行われる国家試験である。通称は予備試験。
この試験に合格した者は、司法試験の受験資格を得ることができる。旧司法試験の完全廃止に伴い、2011年（平成23年）から実施されている。
試験が行われるのは年に1回。最終合格率は毎年およそ3%〜4％であり、日本で最難関の国家試験の一つとなっている。

## 概説
2006年（平成18年）より制度を一新して新たに行われている司法試験の受験資格を得るためには、原則として法科大学院を修了しなければならない。しかし、時間や金銭上の都合その他の理由により法科大学院を経由しない者に対しても司法試験の受験資格を得る道を開くために、2011年（平成23年）から予備試験が実施されている。この予備試験に合格すると、法科大学院を修了した者と同等の学力があるものと見なされ、司法試験の受験資格を得ることができる。
予備試験に合格した者に付与される司法試験の受験資格は、法科大学院を修了した者と同じであり、予備試験に合格した日の後の最初の4月1日から5年を経過するまでの期間に限り司法試験の本試験を受験できる。予備試験の受験資格について、現時点では年齢や学歴などの制限はなく、受験料を払えば誰でも予備試験の受験は可能である。
2022年現在の受験料は17500円。出願手続等の詳細については、『法務省:司法試験予備試験』を参照のこと。

## 予備試験の試験科目
予備試験の試験科目は以下の通りである(日程は2022年までのもの)。
短答式による筆記試験は5月中に行われ、合格者に対しては論文式による筆記試験が行われる。
論文式による筆記試験は7月中に行われ、合格者に対しては口述試験が行われる。
口述試験は10月中に行われ、合格者に対しては司法試験の受験資格が付与される。
なお、2023(令和5年)以降は日程が変更される。
短答式による筆記試験は7月中に行われ、合格者に対しては論文式による筆記試験が行われる。
論文式による筆記試験は9月中に行われ、合格者に対しては口述試験が行われる。
口述試験は翌年1月中に行われ、合格者に対しては司法試験の受験資格が付与される。
短答式による筆記試験
1. 憲法
2. 民法
3. 刑法
4. 商法
5. 民事訴訟法
6. 刑事訴訟法
7. 行政法
8. 一般教養科目（人文科学、社会科学、自然科学、英語）

論文式による筆記試験
1. 憲法
2. 民法
3. 刑法
4. 商法
5. 民事訴訟法
6. 刑事訴訟法
7. 行政法
8. 選択科目（倒産法、租税法、経済法、知的財産法、労働法、環境法、国際関係法〈公法系、私法系〉の8科目から出願時に1科目選択)
9. 法律実務基礎科目（民事実務、刑事実務、法曹倫理）

口述試験
1. 法律実務基礎科目（論文式と同様）

## 問題点
本来、司法試験予備試験は、経済的事情などの理由により法科大学院に通えない者に対する救済制度であり、その合格率は旧司法試験並みの狭き門であるが、前述の通り予備試験の受験資格には年齢や最終学歴といった制限が設けられていない。そのため、一般の学生でも早期に予備試験を受験して合格できれば、法科大学院に入ることなく司法試験の本試験を受験することが可能であり、実際にも受験者の中には高校1年時に予備試験に合格して高校2年時に本試験に合格した例も存在する（2024年現在）。そのため、司法試験合格を目指す学生達の間では、法科大学院に入るよりもむしろ予備試験を受験する方が合格への近道と見なされる傾向が強くなり、制度の開始から3年後の2014年には早くも予備試験の受験志願者数が法科大学院の志願者数を上回る状態となっている。そのため、法科大学院側からは「法科大学院の設立当初の理念が軽視され、大学院の学生離れが進む」と危惧する声が上がっており、法曹養成制度改革顧問会議においては予備試験の受験資格に制限を求める意見が出され、経済同友会は予備試験自体の廃止を主張している。一方、そのような予備試験の制限や廃止を求める勢力は法科大学院の関係者達の既得権益を守ることを目的としているに過ぎず、法科大学院の制度が既に破綻していることは明らかであるから法科大学院の方を廃止すべきであるとする意見も根強い。
首都圏の国立大学で初めて法科大学院の募集停止をした横浜国立大学は、長谷部勇一学長や、大門正克副学長、法科大学院統括の泉宏之教授が記者会見を開き、予備試験人気のため法科大学院志願者数の低迷が続き、閉鎖を余儀なくされたと主張した。
もっとも、司法試験予備試験の志願者が増加して法科大学院の志願者が減少しているといっても、現行制度における予備試験の合格率は極めて低く、予備試験を受験する学生達の大部分が大学在学中に合格できないまま法科大学院に入っている現実に変わりはない。そうした現実を踏まえた上で、司法試験予備試験と法科大学院（ロースクール）のそれぞれの長所と短所とを比較し、司法試験予備試験と法科大学院は決して二律背反するものではないとする意見も存在する。

### 対応策
これらの問題について、政府の法曹養成制度改革推進室は2014年6月12日、司法試験予備試験の受験資格に制限を設ければ法曹志望者の減少につながる恐れがあるとして、現時点では予備試験の受験資格に制限を設けることは困難であるとの見解を表明した。
予備試験人気や法科大学院離れが進む中、2018年、前法務大臣の金田勝年自由民主党議員や弁護士の大口善徳公明党議員らからなる法曹養成制度に関する与党検討会は、法科大学院在学中に予備試験を経ることなく司法試験を受験することが可能になるような制度の導入を提言した。

## 過去の司法試験予備試験の結果
| 実施年             | 出願者 | 短答式受験者 | 短答式合格者 （括弧内は合格点） | 論文式受験者 | 論文式合格者 （括弧内は合格点） | 口述式受験者 | 口述式合格者 | 合格率 |
| ------------------ | ------ | ------------ | ------------------------------- | ------------ | ------------------------------- | ------------ | ------------ | ------ |
| 平成23年（2011年） | 8,791  | 6,477        | 1,339（165）                    | 1,301        | 123（245）                      | 122          | 116          | 1.79%  |
| 平成24年（2012年） | 9,118  | 7,183        | 1,711（165）                    | 1,643        | 233（230）                      | 233          | 219          | 3.05%  |
| 平成25年（2013年） | 11,255 | 9,224        | 2,017（170）                    | 1,932        | 381（210）                      | 379          | 351          | 3.8%   |
| 平成26年（2014年） | 12,622 | 10,347       | 2,018（170）                    | 1,913        | 392（210）                      | 391          | 356          | 3.44%  |
| 平成27年（2015年） | 12,543 | 10,334       | 2,294（170）                    | 2,209        | 428（235）                      | 427          | 394          | 3.81%  |
| 平成28年（2016年） | 12,767 | 10,379       | 2,426（165）                    | 2,312        | 429（245）                      | 429          | 405          | 3.90%  |
| 平成29年（2017年） | 13,178 | 10,743       | 2,299（160）                    | 2,200        | 469（245）                      | 469          | 444          | 4.13%  |
| 平成30年（2018年） | 13,746 | 11,136       | 2,661（160）                    | 2,551        | 459（240）                      | 456          | 433          | 3.88%  |
| 令和元年（2019年） | 14,494 | 11,780       | 2,696（162）                    | 2,580        | 494（230）                      | 494          | 476          | 4.04%  |
| 令和2年（2020年)   | 15,318 | 10,608       | 2,529（156）                    | 2,439        | 464（230）                      | 462          | 442          | 4.17%  |
| 令和3年（2021年）  | 14,317 | 11,717       | 2,723（162）                    | 2,633        | 479（240）                      | 476          | 467          | 3.99%  |
| 令和4年（2022年）  | 16,145 | 13,004       | 2,829（159）                    | 2,695        | 481（255）                      | 481          | 472          | 3.63%  |